# Call Your Friends
Call Your Friends es el décimo álbum de estudio de la banda de Punk Rock estadounidense, Zebrahead, que será lanzado mundialmente durante agosto del 2013. El álbum vendrá con 5 diferentes portadas, una para cada región del mundo donde saldrá a la venta. Es el primer álbum donde escuchamos a Dan Palmer como guitarrista principal después de la salida de Greg Bergdorf en junio del 2013.

## Lista de canciones
| N.º | Título                                       | Duración |  |
| 1.  | «Sirens»                                     | 3:26     |  |
| 2.  | «I'm Just Here for the Free Beer»            | 3:42     |  |
| 3.  | «With Friends Like These, Who Needs Herpes?» | 3:39     |  |
| 4.  | «Call Your Friends»                          | 3:07     |  |
| 5.  | «Murder on the Airwaves»                     | 3:38     |  |
| 6.  | «Public Enemy Number One»                    | 3:30     |  |
| 7.  | «Born to Lose»                               | 2:59     |  |
| 8.  | «Stick Em Up Kid!»                           | 3:15     |  |
| 9.  | «Automatic»                                  | 2:51     |  |
| 10. | «Nerd Armor»                                 | 2:58     |  |
| 11. | «Panic in the Streets»                       | 3:46     |  |
| 12. | «Don't Believe the Hype»                     | 3:35     |  |
| 13. | «Until the Sun Comes Up»                     | 3:01     |  |
| 14. | «Last Call»                                  | 3:42     |  |

| Japanese bonus tracks |                          |          |  |
| N.º                   | Título                   | Duración |  |
| 15.                   | «Sex, Lies & Audiotape»  | 3:13     |  |
| 16.                   | «Battle of the Bullshit» | 3:16     |  |
| 17.                   | «Ready Steady Go»        | 3:18     |  |

## Personal
- Ali Tabatabaee - Voz principal
- Matty Lewis - Voz principal, Guitarra rítmica
- Dan Palmer - Guitarra principal
- Ben Osmundson - Bajo
- Ed Udhus - Batería
- Cameron Webb - Teclado, Producción

## Fechas de lanzamiento
| País           | Dato                 | Formato              |
| -------------- | -------------------- | -------------------- |
| Japón          | 7 de agosto de 2013  | CD, digital download |
| Europa         | 13 de agosto de 2013 | Digital download     |
| Europa         | 16 de agosto de 2013 | CD                   |
| Estados Unidos | 13 de agosto de 2013 | CD, digital download |
| Australia      | 16 de agosto de 2013 | CD, digital download |
| Worldwide      | 16 de agosto de 2013 | CD, digital download |